# کلب دشانل
کلب دشانل (انگلیسی: Caleb Deschanel؛ زادهٔ ۲۱ سپتامبر ۱۹۴۴) یک مدیر فیلم‌برداری، و کارگردان اهل ایالات متحده آمریکا است. وی از سال ۱۹۶۹ میلادی تاکنون مشغول فعالیت بوده‌است. از جمله فیلم‌هایی که وی در آن‌ها به عنوان فیلم‌بردار حضور داشته‌است می‌توان به میهن‌پرست اشاره کرد.